# Benjamin Friedrich Schmieder
Benjamin Friedrich Schmieder (* 19. Februar 1736 in Leipzig; † 28. Februar 1813 in Halle (Saale)) war ein deutscher Philologe und Schulmann.

## Leben
Schmieder lernte an der Thomasschule zu Leipzig und studierte Theologie und Philologie an der Universität Leipzig. 1765 wurde er Tertius und 1771 Konrektor am Martin-Luther-Gymnasium Eisleben. Von 1780 bis 1808 war er Rektor des Städtischen Gymnasiums Halle und später Lehrer an der Latina.
Schmieder ist der Vater des Philologen Friedrich Gotthelf Benjamin Schmieder (1770–1838).